# Genial
Genialis, Genial ou Genealis est le premier duc de Vasconie imposé en 602 par les rois francs mérovingiens qui tentent de soumettre à leur autorité les Vascons et les populations locales de mêmes affinités ethniques et linguistiques que sont les Aquitains. Avec cette nomination au début du VIIe siècle, c'est aussi la création du duché de Vasconie.
Genial est attesté dans la Chronique de Frédégaire.

## Histoire

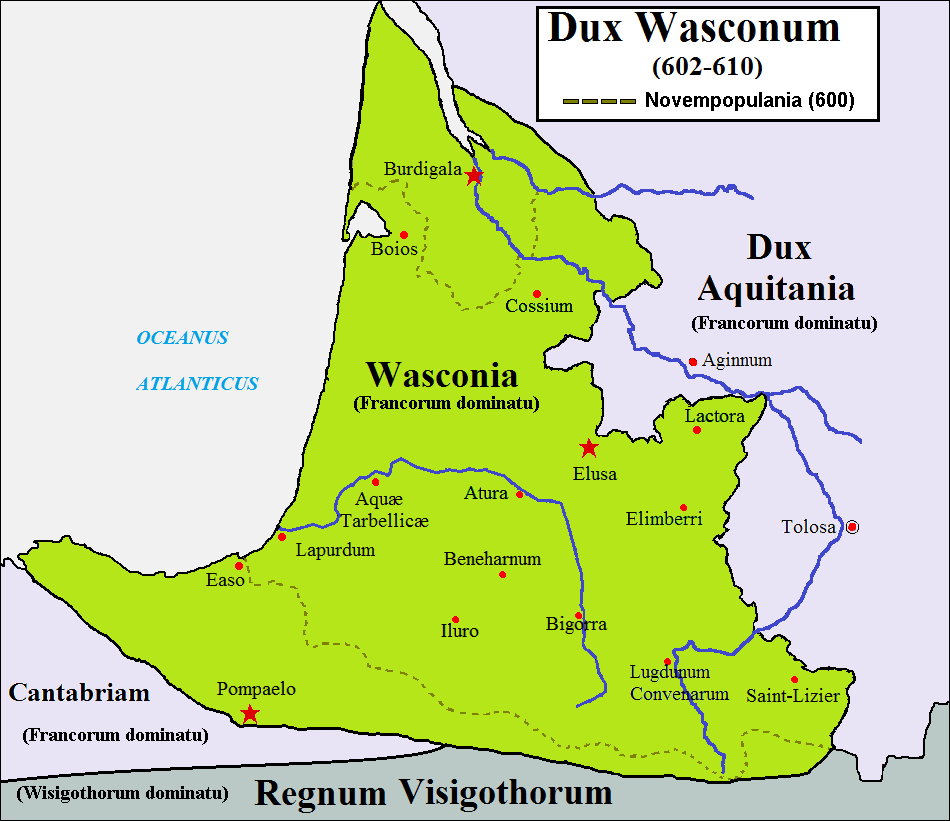
Duché de Vasconie (602-610) avec Genial comme duc de Vasconie.

Depuis la fin de l'empire romain, au Ve siècle, les Wisigoths qui ont pénétré en Espagne dès 414, y maintiennent officiellement l'ordre romain. Mais désormais les Vascons, longtemps alliés de Rome, ne se soumettent pas à ces nouveaux peuples germaniques venus du nord. Au début du VIe siècle, en 507, les Francs qui poussent de plus en plus les Wisigoths vers le sud, dominent provisoirement l'Aquitaine, la corniche cantabrique de l'Hispanie et le nord de la vallée de l'Èbre.
À partir de 561, une alliance entre les Vascons et les Aquitains empêche la complète domination franque sur ces territoires et permet de vaincre les Francs. Le nom de Novempopulanie change pour « Principat de Vasconie » et semble marquer la souveraineté militaire et politique d'un État « basque ». 
Leur pouvoir dure jusqu'en 602, quand les deux fils de Childebert II, Thibert II, roi d'Austrasie et Thierry II, roi de Burgondie leur imposent un duc en la personne de Genialis. C'est l'union entre Mérovingiens qui leur permet de soumettre les Vascons, mais cela s'arrête aux pieds des Pyrénées. La Vasconie ultérieure (en Ibérie) reste insoumise. Les Vascons décident de payer un tribut aux Francs afin que cessent les ravages sur ces terres par cette armée étrangère.
Selon Renée Goulard, « pour cette année 602, celle où l'on voit la mise en place d'un duc auprès des Wascones, rien ne s'oppose à ce que Bordeaux ait été la résidence ducale, mais ce n'est plus un duché de Bordeaux, c'est un duché des Wascones et c'est ainsi que désormais les ducs installés en cette région seront nommés, ce qui implique l'appartenance des Wascones à l'aire géopolitique des rois francs. »

## Genial
On sait très peu de choses sur Genial. Son nom indique une origine gallo-romaine lorsque Thierry II et Thibert II le nommèrent dux des Vascons. Il semblerait que Genialis était déjà un chef de Vascons installé. À cette époque, il y avait quelques maîtres puissants et ambitieux d'origine gallo-romaine ou saxonne qui étaient en possession de contrées.
Genial est attesté dans la chronique de Frédégaire : « En 602, Thibert et Thierry dirigent une armée contre les Wascones et, avec l'aide de Dieu les ayant soumis à leur pouvoir, ils en exigent le cens. Ils instituent Genial (ou Gemial ou Gelian) comme duc au-dessus d'eux, et celui-ci les gouverna avec bonheur, ».